# Jehan Daniel
Jehan Daniel (* um 1480 in Poitou; † um 1550 in Angers) war ein französischer Organist und Komponist.
Über seine Jugend und Ausbildung ist nichts bekannt. Im Jahre 1524 erhielt er die Organistenstelle an der Kathedrale von Angers, die er bis 1540 innehatte.
Er schuf eine Reihe von geistlichen Chansons und einige Weihnachtslieder, die wegen der Verwendung von Melodien aus der Volksmusik sehr bekannt wurden.
| Personendaten    | Personendaten                        |
| ---------------- | ------------------------------------ |
| NAME             | Daniel, Jehan                        |
| KURZBESCHREIBUNG | französischer Organist und Komponist |
| GEBURTSDATUM     | um 1480                              |
| GEBURTSORT       | Poitou                               |
| STERBEDATUM      | um 1550                              |
| STERBEORT        | Angers                               |